# Ton Lemaire
Ton Lemaire (Rotterdam, 6 oktober 1941) is een Nederlandse cultureel antropoloog en cultuurfilosoof. Hij wordt veelal gezien als een radicaal groen denker. Zijn bekendste werken zijn De Tederheid, Filosofie van het Landschap en Over de Waarde van Culturen. Hij zou vooral geïnspireerd zijn door Jean-Jacques Rousseau, Albert Camus en Claude Lévi-Strauss.

## Biografie
Lemaire werd geboren in Rotterdam, maar het gezin verhuisde al gauw naar een dorpje in Limburg. Het landschap daar - en dan met name het Leudal - deed naar eigen zeggen rond zijn veertiende zijn liefde voor de natuur ontwaken. Hij studeerde culturele antropologie in Utrecht en filosofie aan de Sorbonne en aan de universiteit van Nijmegen. Na zijn afstuderen werd hij universitair docent cultuurfilosofie aan de Radboud Universiteit in Nijmegen. 
In de jaren zeventig zette Lemaire zich zeer actief in voor allerlei werkgroepen en verenigingen (o.a. Milieudefensie, Natuurmonumenten, maar ook lokale groepen) die zich richtten op natuurbescherming. 
Na een frustrerende periode in Noord-Brabant, vertrok hij in 1991 als 'ecologische vluchteling'  naar de Franse Dordogne: 
"Wat me in Frankrijk aantrekt, is de ruimte, de rijkere natuur en de grotere rust en stilte. Ik ben uit Nederland weggegaan omdat het voor mij te vol werd, te lawaaierig, te onrustig en omdat natuur en landschap er voor mijn gevoel sterk zijn verarmd. Uit een teleurgestelde liefde dus, want eigenlijk hou ik erg van Nederland."
Hij trok zich nu dus terug op het Franse platteland waar hij zich grotendeels van zijn eigen voedsel voorziet, omdat hij niet mee wil doen aan de waanzin van de consumptiemaatschappij. Zijn hart voor de natuur moet overigens wel in de juiste context worden gezien: "In mijn persoonlijk leven is natuur heel belangrijk, maar uiteindelijk bepaalt het niet volledig de zin van mijn leven. Mensen zijn minstens zo belangrijk voor me."

## Werk
Het belangrijkste thema in het werk van Lemaire is het samenspel van sociale en ecologische problemen in de wereld als gevolg van het streven naar almaar meer welvaart. Binnen dit kader van ecologische problematiek schreef  hij werken over verschillende onderwerpen, onder andere: liefde, vogels, paddenstoelen, indianen, het landschap en Claude Lévi-Strauss.
Een voorbeeld levert Lemaire's analyse van het antropocentrisme in zijn boek Op Vleugels van de Ziel. In dit boek kijkt Lemaire naar hoe de mens in verschillende tijden naar vogels heeft gekeken. Hij argumenteert dat in archaïsche tijden mensen altijd naar dieren hebben gekeken om zo te beseffen wat ze zelf waren. De joods-christelijke traditie zou zich als eerste afgekeerd hebben van een dergelijk gedachtegoed. Waar in sommige culturen dieren aanbeden werden, werd nu een bovennatuurlijke God aanbeden, die alleen de mens naar zijn evenbeeld schiep. Het is door dit antropocentrische beeld dat de natuur kon worden onttoverd: dieren en de rest van de schepping konden daardoor als ondergeschikt worden gezien aan de mens. Hierdoor kon het dier uitgroeien tot het wandelende industriële product dat het in de hedendaagse samenleving is geworden.
Ook Met Open Zinnen gaat over het vooruitgangsgeloof, aan de hand van hoe door technische ontwikkelingen en de opkomst van de consumptiemaatschappij de verhouding van mens en natuur veranderd is. Volgens Lemaire zitten we in de derde en laatste fase van de mondialisering. De eerste fase begon in de zestiende eeuw met de ontdekkingsreizen, de tweede met de industriële revolutie. In de derde fase werd de term 'globalisering' de nieuwe ideologie; oneindige economische groei wordt nagestreefd en er wordt gedaan of dat voor iedereen goed is. Uit de praktijk blijkt dat vooral de belangen van elite uit het Westen behartigd worden maar dat het elders desastreuze gevolgen heeft. Een van de gevolgen van deze mondialisering is dat de ruimte in een technotoop aan het veranderen is. We worden verlost van plaatsgebondenheid, maar dat creëert ook vervreemding van onze directe omgeving. Een voorbeeld hiervan is het belang van internet in de huidige samenleving. Lemaire maakt zich zorgen over de toekomst en vraagt zich af in hoeverre de mens zich aan kan blijven passen aan zijn eigen veranderingen van de omgeving. Hij vraagt zich af hoeveel vervuiling, geluid, asfalt etc. we kunnen verdragen.
Met name in zijn boek De val van Prometheus worden de keerzijden van de vooruitgang behandeld. De kernboodschap is dat de westerse mens, geobsedeerd door economische groei en verslaafd aan consumptie, erop los leeft alsof er een tweede planeet klaarstond - we zijn collectief bezig zelfmoord te plegen en hebben dringend behoefte aan een andere, meer spirituele oriëntatie op de wereld. We leven er zo op los, aldus Lemaire, omdat we verblind zijn door de illusie dat de moderne wetenschap voor alles een oplossing heeft. Dit komt voort uit het geloof in vooruitgang; in Lemaire's woorden de religie van de moderniteit. Wat ook weer gevoed zou worden door de klassieke Prometheus-mythe over een halfgod die het vuur stal van de goden en het aan de mens gaf. Lemaire is kritisch over deze menselijke overmoed en hij pleit voor vrijwillige eenvoud, kleinschaligheid en ¨het lokale¨.